# Прилуковка
Прилуковка (укр. Прилуківка) — село,
Светлодолинский сельский совет,
Мелитопольский район,
Запорожская область,
Украина.
Бывшая меннонитская колония Минстерберг. Одно из старейших сёл Мелитопольского района.
Население по переписи 2001 года составляло 214 человек.

## Географическое положение
Село Прилуковка находится на левом берегу реки Молочная,
выше по течению на расстоянии в 1,5 км расположено село Каменское,
ниже по течению на расстоянии в 1,5 км расположено село Травневое,
на противоположном берегу — село Троицкое.
Река в этом месте извилистая, образует лиманы, старицы и заболоченные озёра.
Через село проходит автомобильная дорога Т-0401.

## История
Село было основано прусскими меннонитами в 1804 году под названием Минстерберг (Münsterberg). Это название село получило в честь одноимённого села в Западной Пруссии. В переводе с немецкого Münster означает «собор», Berg — «гора».
Поля и сады села страдали от наводнений, поэтому со временем жители Минстерберга стали селиться на возвышенности.
В 1811 году за сельской общиной было закреплено 1543 десятины земли, в 1857—1430 десятин, в 1914—1844 десятин. В 1857 — в селе было 22 двора, в 1914 — 64 двора. До 1871 года Минстерберг входил в Молочанский меннонитский округ, затем — в Гальбштадтскую (Молочанскую) волость Бердянского уезда.
В 1926 году в Минстерберге действовала начальная школа, работал колхоз «Минстербергское», село было центром сельсовета.
Во время голода на Украине 1932—1933 годов в селе умер от голода 1 человек.
В 1945 году село было переименовано в Прилуковку.

## Население
В таблице представлена динамика численности населения в Каменском:
| Год  | Население |
| ---- | --------- |
| 1818 | 143       |
| 1838 | 251       |
| 1856 | 315       |
| 1864 | 351       |
| 1886 | 335       |

| Год  | Население |
| ---- | --------- |
| 1889 | 269       |
| 1897 | 477       |
| 1905 | 369       |
| 1911 | 417       |
| 1915 | 419       |

| Год  | Население |
| ---- | --------- |
| 1918 | 375       |
| 1923 | 454       |
| 1926 | 419       |
| 1939 | 497       |
| 2001 | 214       |

До 1941 года основную часть населения Альтенау составляли немцы (94 % в 1923 году, 96 % в 1926).